# 安藤至大
安藤 至大（あんどう むねとも、1976年 - ）は、日本の経済学者。日本大学教授。専門は契約理論、労働経済学、法と経済学。島田法律事務所の圓道至剛は双子の弟にあたる。

## 略歴
- 1976年 東京都生まれ。
- 1994年3月 法政大学第二高等学校卒業
- 1998年3月 法政大学経済学部経済学科卒業
- 2000年3月 東京大学大学院経済学研究科修士課程修了
- 2003年3月 同研究科博士課程単位取得退学
- 2003年4月 同研究科附属日本経済国際共同研究センター研究員
- 2003年10月 政策研究大学院大学助手
- 2004年3月 博士論文 Essays on Incentive Schemes in Organizations によって博士（経済学）（東京大学）の学位を授与される。
- 2004年4月 政策研究大学院大学助教授
- 2005年4月 日本大学大学院総合科学研究科助教授
- 2007年4月 同研究科准教授
- 2015年4月 日本大学研究所（総合科学研究所）准教授
- 2018年4月 日本大学経済学部 教授
- 2021年3月 経済産業省調達価格等算定委員会 委員[1]

## 著書

### 単著
- 『ミクロ経済学の第一歩』（有斐閣、2013年）
- 『これだけは知っておきたい 働き方の教科書』（ちくま新書、2015年）

### 共著
- 『脱格差社会と雇用法制』（日本評論社、2006年）
- 『雇用社会の法と経済』（有斐閣、2008年）
- 『教育の失敗～法と経済学で考える教育改革～』（日本評論社、2010年）
- 『オイコノミア ぼくらの希望の経済学』（朝日新聞出版、2014年）
- 『新しいマンション標準管理規約 2016年改正』（有斐閣、2017年）
- 『既存住宅市場の活性化』（東洋経済新報社、2017年)
- 『解雇規制を問い直すー金銭解決の制度設計』（有斐閣、2018年)
- 『タワーマンションは大丈夫か？！』（プログレス、2020年)
- 『経済学部教授とキャリアコンサルが考える 就活最強の教科書』（日本経済新聞出版、2021年)

## テレビ出演
- オイコノミア（2012年4月 - NHK教育テレビ）講師
- ニッポンのジレンマ（2013年1月1日 NHK教育テレビ）
- 日経みんなの経済教室（2013年10月 - BSジャパン）講師
- 日経FTサタデー９（2016年4月 - BSジャパン）